# Tanarello
Il Tanarello è un torrente che scorre in provincia di Cuneo e di Imperia. Assieme al Negrone rappresenta uno dei due rami sorgentizi del fiume Tanaro.

## Percorso
Il Tanarello nasce sul versante settentrionale del monte Saccarello (Alpi Liguri), scorre per un breve tratto un comune di Briga Alta (CN) e entrato in Liguria scende poi verso nord-est passando a breve distanza dall'abitato di Monesi. Sempre mantenendo tale orientamento raccoglie il contributo idrico di vari affluenti e va a unirsi al Negrone al confine tra i comuni di Cosio di Arroscia (IM) e Ormea (CN) dando origine al Tanaro.

## Affluenti principali
- In sinistra idrografica:
  - Bavera,
  - Sepae,
  - Inferno,
  - Moneghe,
  - Piniella;
- in destra idrografica:
  - Scandolaro,
  - Fonda.

## Pesca

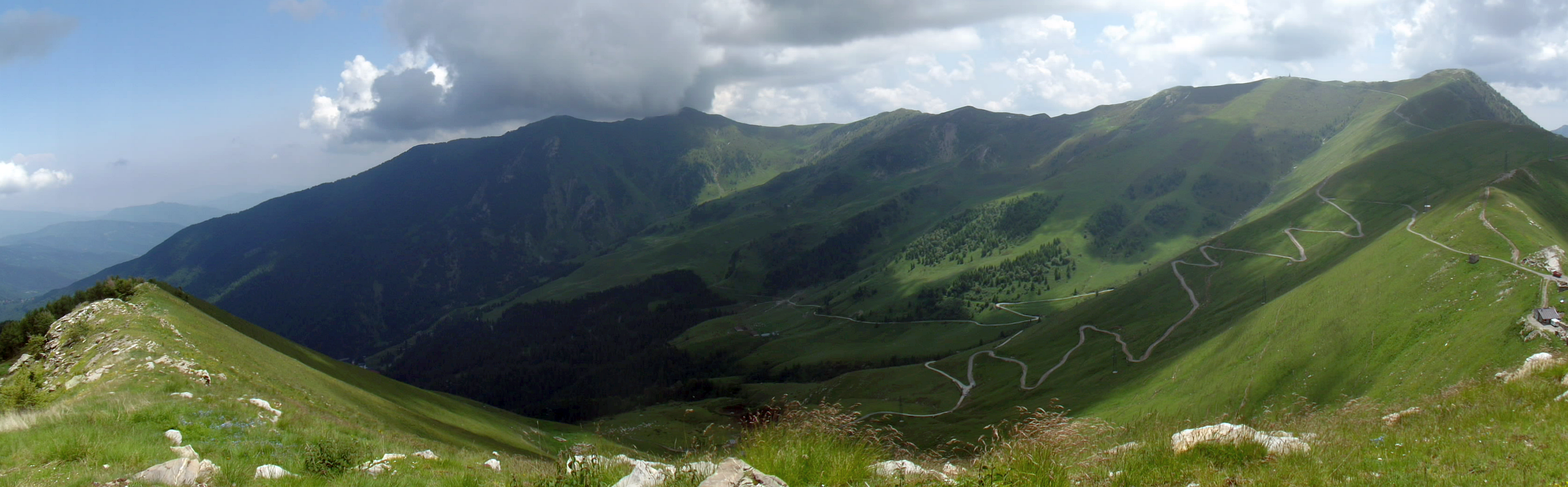
L'alta valle del Tanarello vista dalla Cima Ventosa

Da un punto di vista della pesca il torrente viene considerato ricco di trote, oltre che di scazzoni. Le sue acque sono molto frequentate da pescatori provenienti dalla Liguria e dal Piemonte e le sue acque per quanto riguarda l'ittiofauna sono gestite direttamente dalla provincia di Imperia.